# Constantin Ramadan

Mormântul lui Constantin Ramadan de la Cimitirul Eternitatea din Iași.

Constantin Ramadan (n. 25 februarie 1896, Iași – d. 25 martie 1958, București) a fost un actor român, artist al poporului, laureat al Premiului de Stat, profesor la institut, director de scenă, veteran de război (1916-1918).
Constantin Ramadan a fost actor la Teatrul Național „Vasile Alecsandri” din Iași. După 1945, Constantin Ramadan a fost actor la Teatrul Central (Nottara) și Teatrul Armatei. A interpretat rolul principal în prima operetă românească, Baba Hârca, compusă de Alexandru Flechtenmacher, pe un libret scris în 1851 de Matei Millo și a jucat în operetele Nunta lui Figaro, Vânzătorul de păsări și Dunărea albastră.
A primit titlul de artist emerit al RPR (1954). O stradă din municipiul Iași poartă numele lui Constantin Ramadan.
A decedat în 1958 și a fost înmormântat în Cimitirul Bellu sau, după altă sursă, în Cimitirul Eternitatea din Iași.

## Filmografie
- În sat la noi (1951) - Ion Lepădat
- Mitrea Cocor (1952)
- Arendașul român (scurtmetraj, 1952)
- Brigada lui Ionuț (1952)
- Răsare soarele (1953)
- Nepoții gornistului (1953)
- ...Și Ilie face sport (1954)
- Directorul nostru (1955)
- Afacerea Protar (1956)
- Șofer de mare viteză (1956)
- Cântecul lebedei (1957)
- Râpa Dracului (1957)
- Ciulinii Bărăganului (1958)
- Bijuterii de familie (1958) – birjarul

## Distincții
Pentru meritele sale artistice, actorul Constantin Ramadan a primit următoarele distincții:
- Ordinul Meritul Cultural în gradul de Cavaler cl. II, pentru teatru (23 septembrie 1942)[5]
- titlul de Artist Emerit al Republicii Populare Romîne (26 august 1954) „pentru merite deosebite în activitatea artistică”[6]
- Ordinul Muncii clasa I (6 iulie 1956) „cu prilejul împlinirii a 10 ani de la înfințarea Teatrului Armatei, pentru merite deosebite în muncă”[7]
- titlul de Artist al poporului din Republica Populară Romînă (30 decembrie 1957) „cu prilejul împlinirii a 10 ani de la proclamarea Republicii Populare Romîne și pentru merite deosebite în activitatea cultural-artistică”[8]